# Zamek w Lesku

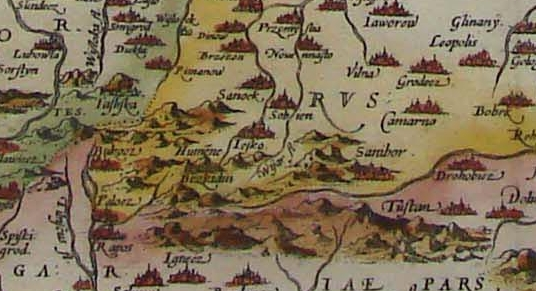
Zamki Sobień, Sanock i Lesko na mapie Wacława Grodeckiego "Poloniae finitimarumque locorum descriptio". Antwerpia, 1579

Zamek w Lesku – późnogotycki zamek w dolinie Sanu, obecnie ośrodek wypoczynkowy.
Budowę zamku rozpoczęto w roku 1538 w miejsce wcześniejszego drewnianego zameczku po przeprowadzce Kmitów z pobliskiego Sobienia. Zamek był początkową własnością marszałka wielkiego koronnego Piotra Kmity Sobieńskiego herbu Szreniawa.

## Historia
Zamek rodziny Kmitów w Lesku powstał po spustoszeniu przez Węgrów i Wołochów w 1512 zamku Sobień nieopodal Leska. Wzniesiona w 1491 roku drewniana fortalicja została zastąpiona okazalszą budowlą.

### 1538–1712
Budowę zamkowego kompleksu ukończono zapewne już po śmierci Piotra Kmity, który zmarł w 1553 roku. Majątek leski odziedziczyła jego żona Barbara Kmita z Herburtów. Po 1562 roku bogata wdowa ponownie wyszła za mąż za późniejszego kasztelana jaworowskiego, Andrzeja z Górki i wraz z nim wyjechała do Wielkopolski. Majątek Piotra Kmity podzieliły między sobą jego dwie siostry – Anna, żona Andrzeja Barzego i Katarzyna, żona Stanisława Stadnickiego. Dobra i zamek leski przypadły tej ostatniej. W rękach rodziny Stadnickich leski majątek znajdował się do I połowy XVIII wieku.
Stadniccy trzykrotnie przeprowadzali remont zamku w Lesku. Pierwsza przebudowa miała miejsce pod koniec XVI wieku. Zamek zyskał wtedy renesansowy charakter, który podkreślała attyka z wnękami. Drugą przebudowę rozpoczęto po Potopie Szwedzkim. W wyniku działań wojennych zamek znacznie ucierpiał. Stadniccy otoczyli zamkowe wzgórze umocnieniami bastejowymi, a narożne baszty strzegły czworoboczną budowlę. W 1693 roku zamek posiadał dużą bibliotekę, która dysponowała 325 księgami, w tym 90 religijnymi, 86 politycznymi, 41 historycznymi, 32 poetyckimi, 17 prawniczymi i 59 szkolnymi. W inwentarzu z 1697 roku wspomina się o 378 pozycjach książkowych.
W 1704 roku doszło do kolejnego napadu wojsk szwedzkich, tym razem w czasie trwania wojny północnej. Szwedzcy żołnierze zgrabili mienie należące do właściciela zamku, Jana Franciszka Stadnickiego, a odjeżdżając podłożyli w kilku miejscach ogień i wysadzili XVII-wieczny zamek w powietrze. Zdewastowane zostały mury zamkowe i cenne komnaty, a także bramy. Szwedzi podpalili również miasto. Zniszczeniu uległo zamkowe wyposażenie, ozdoby, księgozbiór, dokumenty i przywileje oraz większość leskiej zabudowy. Zamek odbudowywano przez osiem lat. Prace ukończono w 1712 roku.

### 1712–1914
Niedługo po przeprowadzeniu remontu Dziedziczka Teresa Stadnicka wniosła leski zamek w posagu swojemu mężowi staroście sandomierskiemu Józefowi Ossolińskiemu. Zamek w Lesku posiadał w tym czasie rezydencję pańską, kancelarię pańską, skarbiec, kaplicę, piwnice, pokoje dolne i górne, pokoje gościnne, dużą salę, cukiernię, kuchnie, stajnie, ogrody typu włoskiego i bogate wyposażenie zamkowych komnat. W 1767 roku zamkowe piwnice skrywały w swoich lochach 64 beczki, 39 anatałów, 4 anatały miodu pitnego i 122 butelek win węgierskich.
Zamek w Lesku był w posiadaniu rodziny Ossolińskich od 1731 roku do 1776 roku. Remont budynków zamkowych rozpoczął dla Ossolińskich Gotfryd Hoffman. Swojej pracy jednak nie ukończył. W wyniku zawarcia małżeństwa przez Mariannę Ossolińską i Józefa Mniszcha, zamek leski ponownie zmienił swojego właściciela. Od 1776 roku do 1799 roku znajdował się w posiadaniu rodziny Mniszchów.
W roku 1785 zamek spustoszył wieli pożar. Opuszczone ruiny Julii Teresy Mniszchówny otrzymała rodzina Krasickich jako wiano panny młodej, zaślubionej z Franciszkiem Ksawerym Krasickim, który na początku XIX wieku rozbudował go dla swojego syna Edmunda i jego żony Marii Anieli. Właścicielami zamku Krasiccy byli od 1799 roku do 1939 roku, w tym syn Edmunda, Ignacy Krasicki, a od 1903 jego syn August.
W latach 1836–1838 rozpoczęto odbudowę zamku według projektu Wincentego Pola. Prace trwały przez 38 lat. Obiekt całkowicie zatracił swój pierwotny wygląd. Pol nadał mu kształt rezydencji klasycystyczno-neorenesansowej w stylu włoskim. Powstały też dodatkowe oficyny i oranżeria.

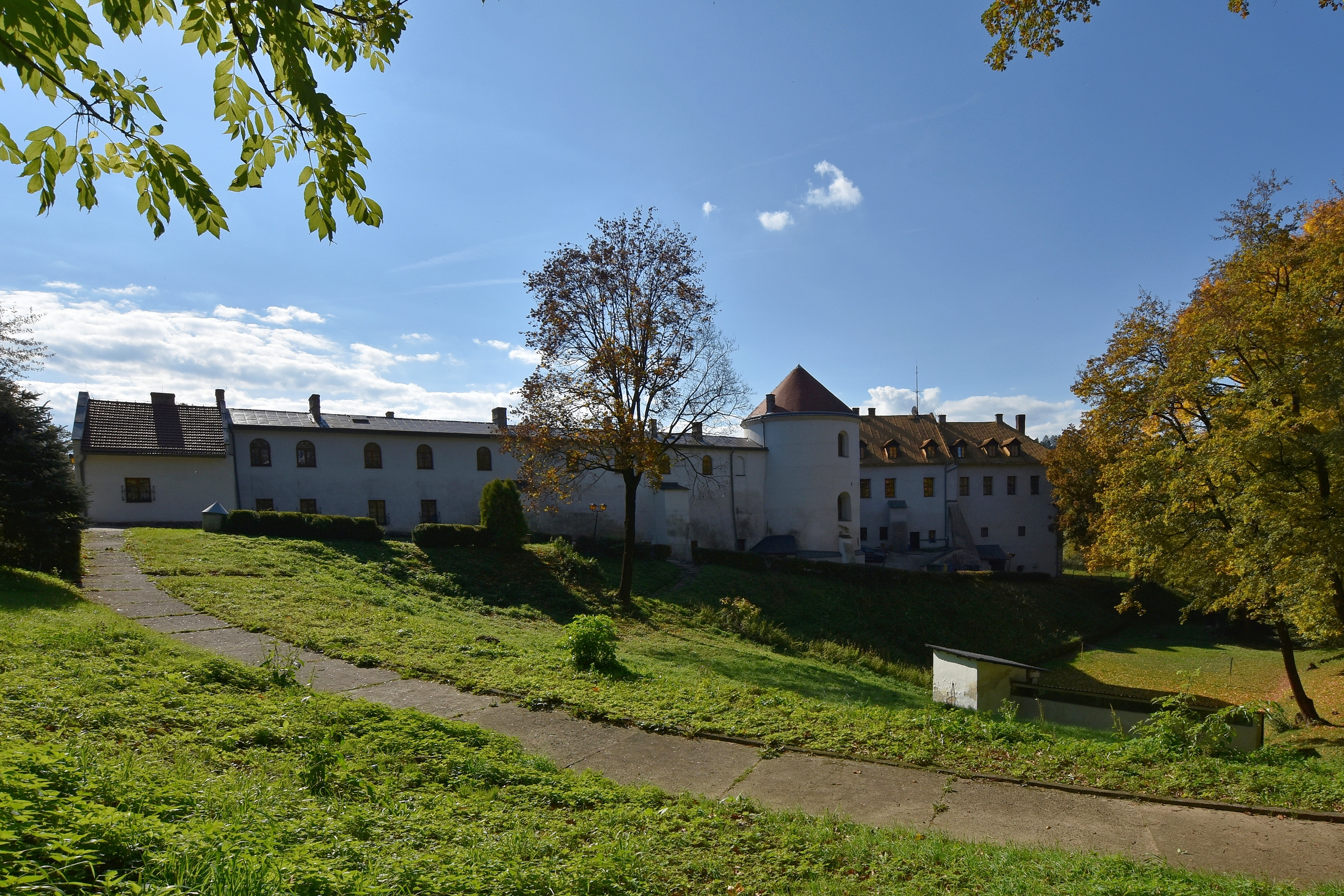
Widok ogólny
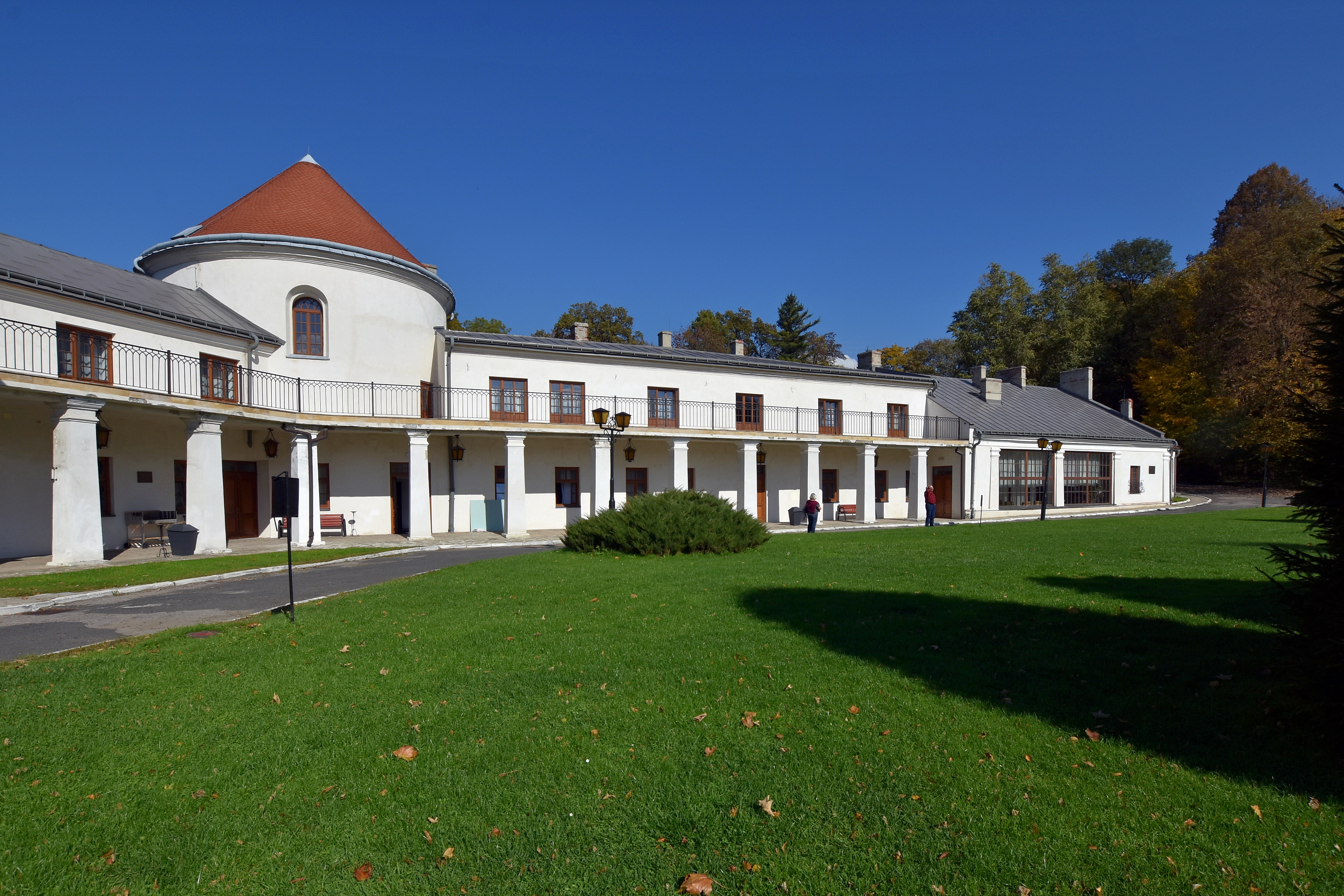
Elewacja frontowa
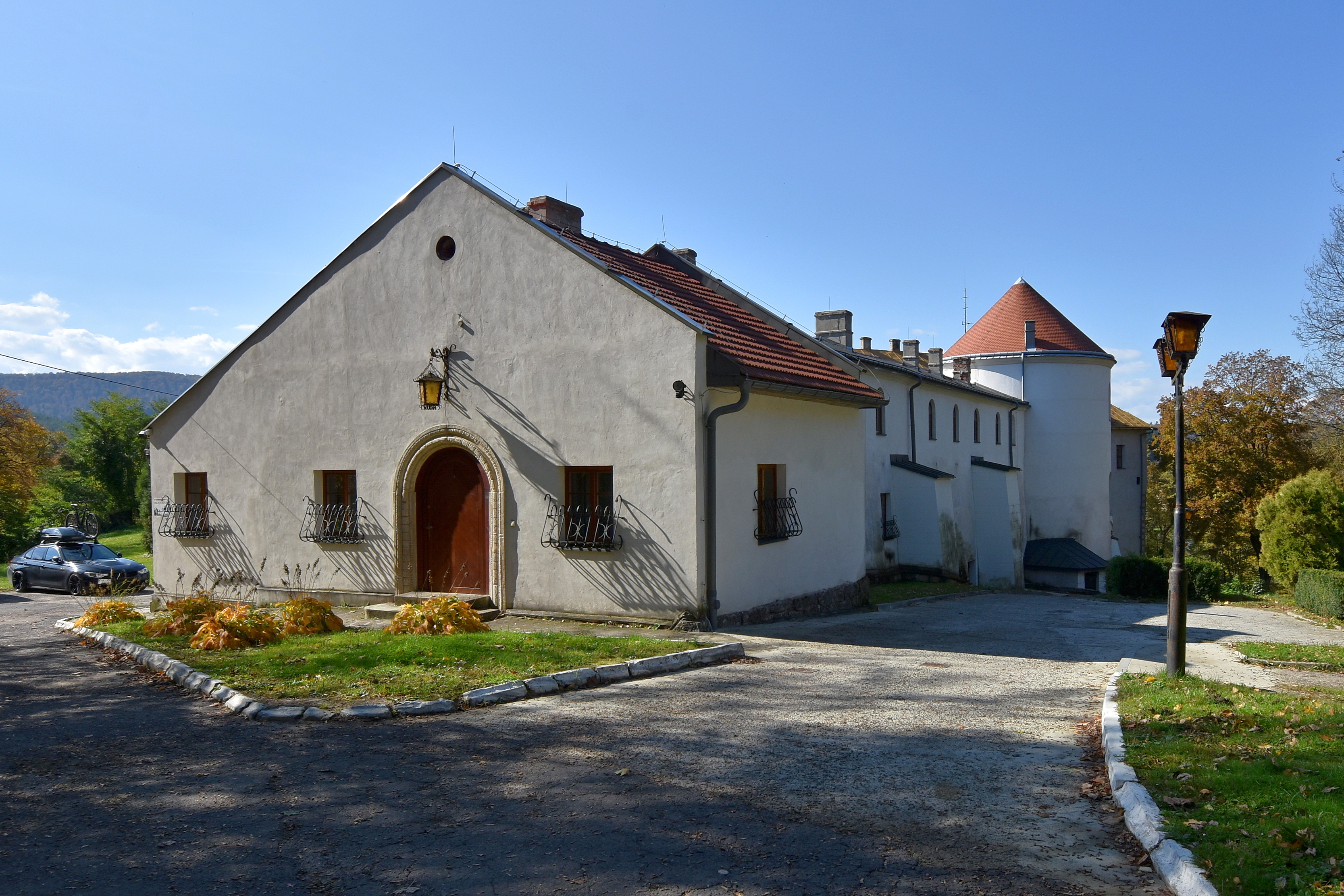
Elewacja boczna

### 1914–
Zamek ucierpiał w czasie I i II wojny światowej. Od jesieni 1914 roku do wiosny 1915 roku zamkowe komnaty grabili i niszczyli rosyjscy żołnierze, którzy wycofując się wywołali kolejny pożar zamku. Po 1939 roku zamek zajęli Sowieci, którzy przebywali w nim do VI 1941 roku. Po ataku III Rzeszy na ZSRR ulokowali się w nim niemieccy żołnierze.
Po wojnie przeprowadzono wywłaszczenie dóbr prywatnych. Tymczasowo mieściły się tutaj magazyny i przedszkole.
W roku 1956 zamek stał się własnością kopalni KWK "Makoszowy" z Zabrza, która wyremontowała zniszczony działaniami wojennymi obiekt w 1956 roku. Odrestaurowany zamek stał się ośrodkiem wypoczynkowym dla górników, natomiast w parku powstał amfiteatr i środowiskowy dom samopomocy.
W 1994 zamek stał się własnością Gliwickiej Agencji Węglowej, a po restrukturyzacji własnościowej wypoczynkowych ośrodków górniczych przeszedł w ręce Gliwickiej Agencji Turystycznej SA. W 2000 wojewoda podkarpacki Zbigniew Sieczkoś wydał pierwsze, przychylne orzeczenie w sprawie wniosku reprywatyzacyjnego złożonego przez rodzinę Krasickich. Gmina Lesko zaskarżyła decyzję. Postępowanie nie zostało rozstrzygnięte do 2023, kiedy Gliwicka Agencja Turystyczna, od 2019 należąca do kontrolowanego przez państwo Polskiego Holdingu Hotelowego, przekazała zarząd zamku staroście leskiemu.

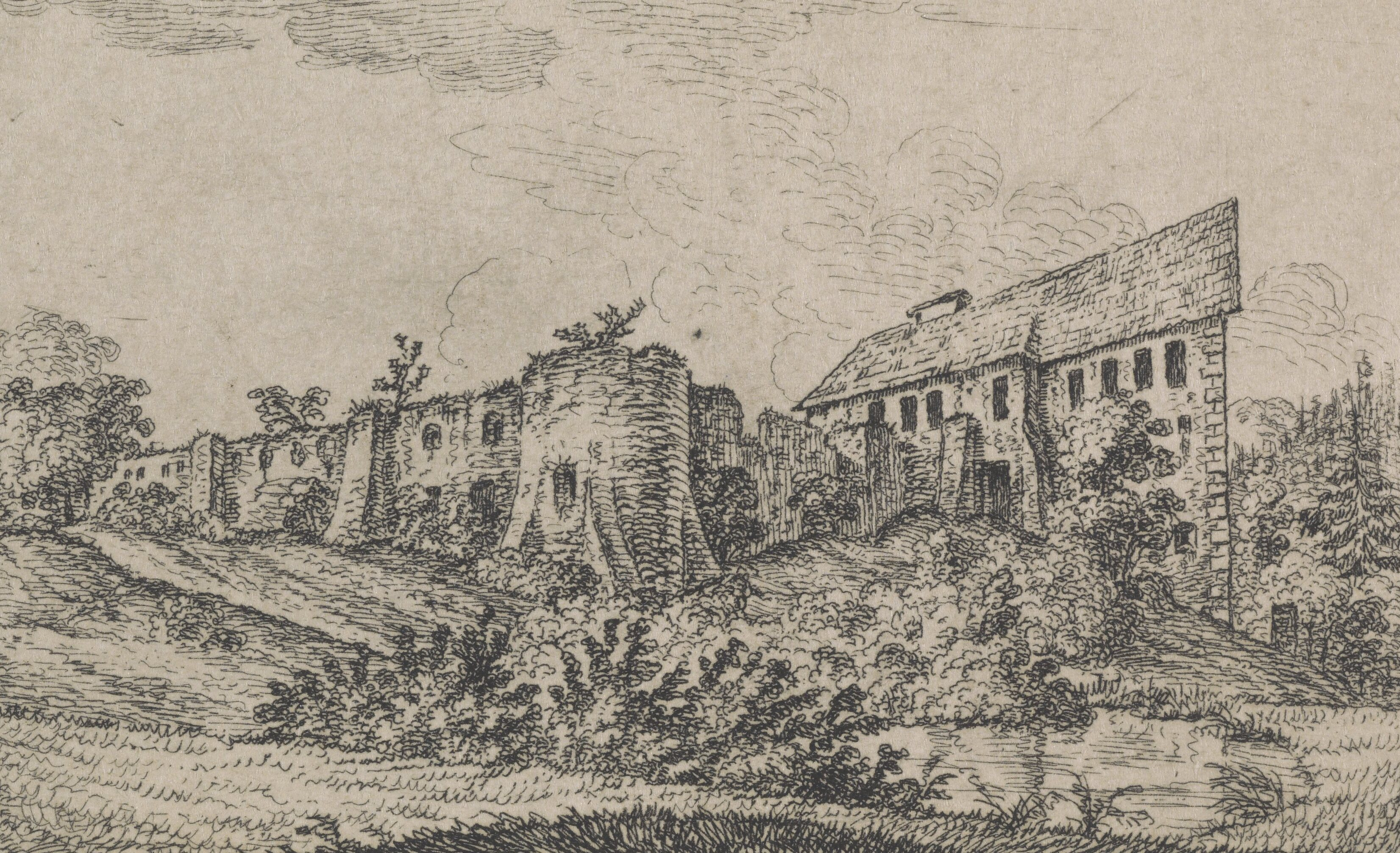
Ruiny zamku około 1838
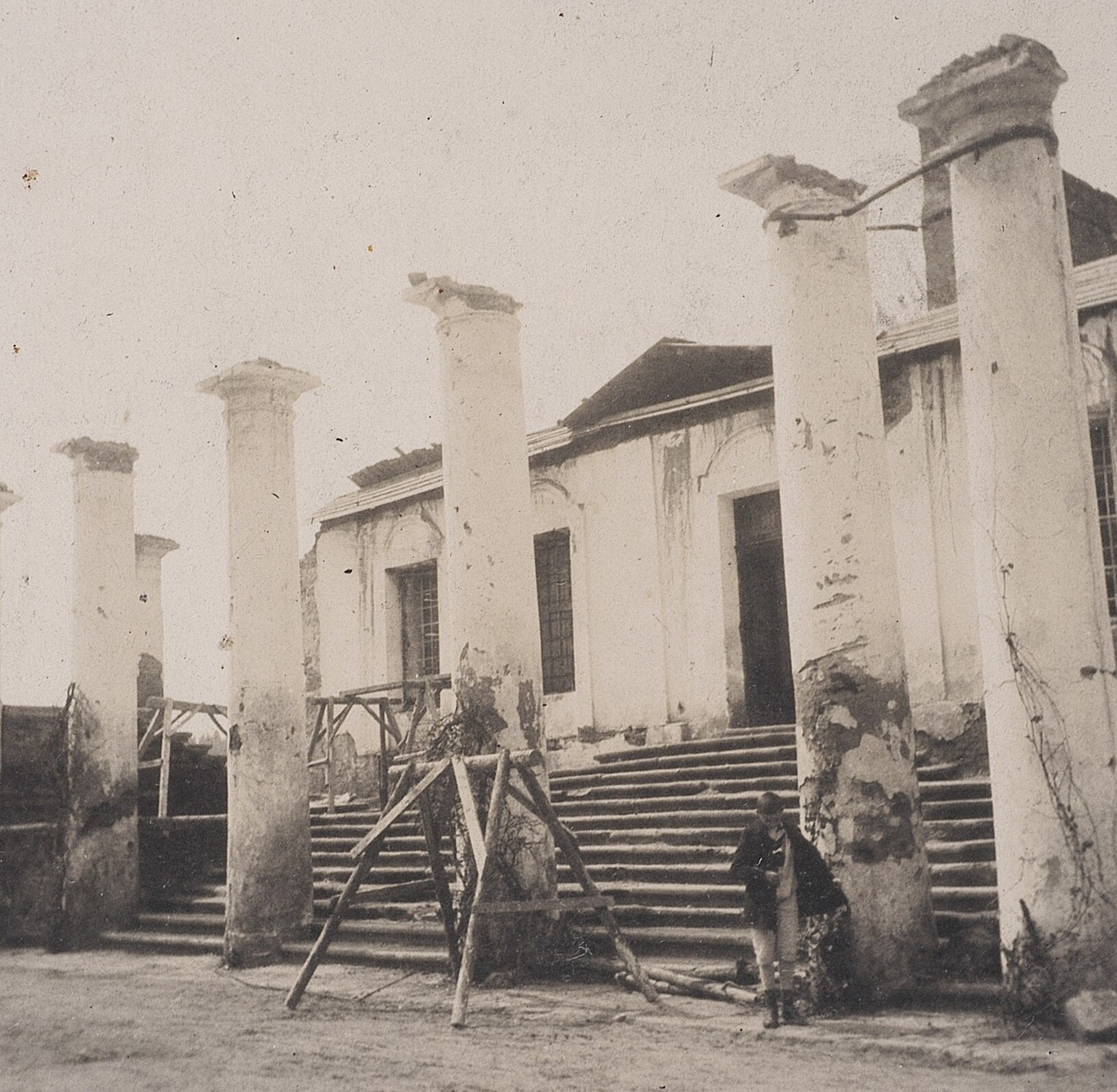
Zamek w 1916
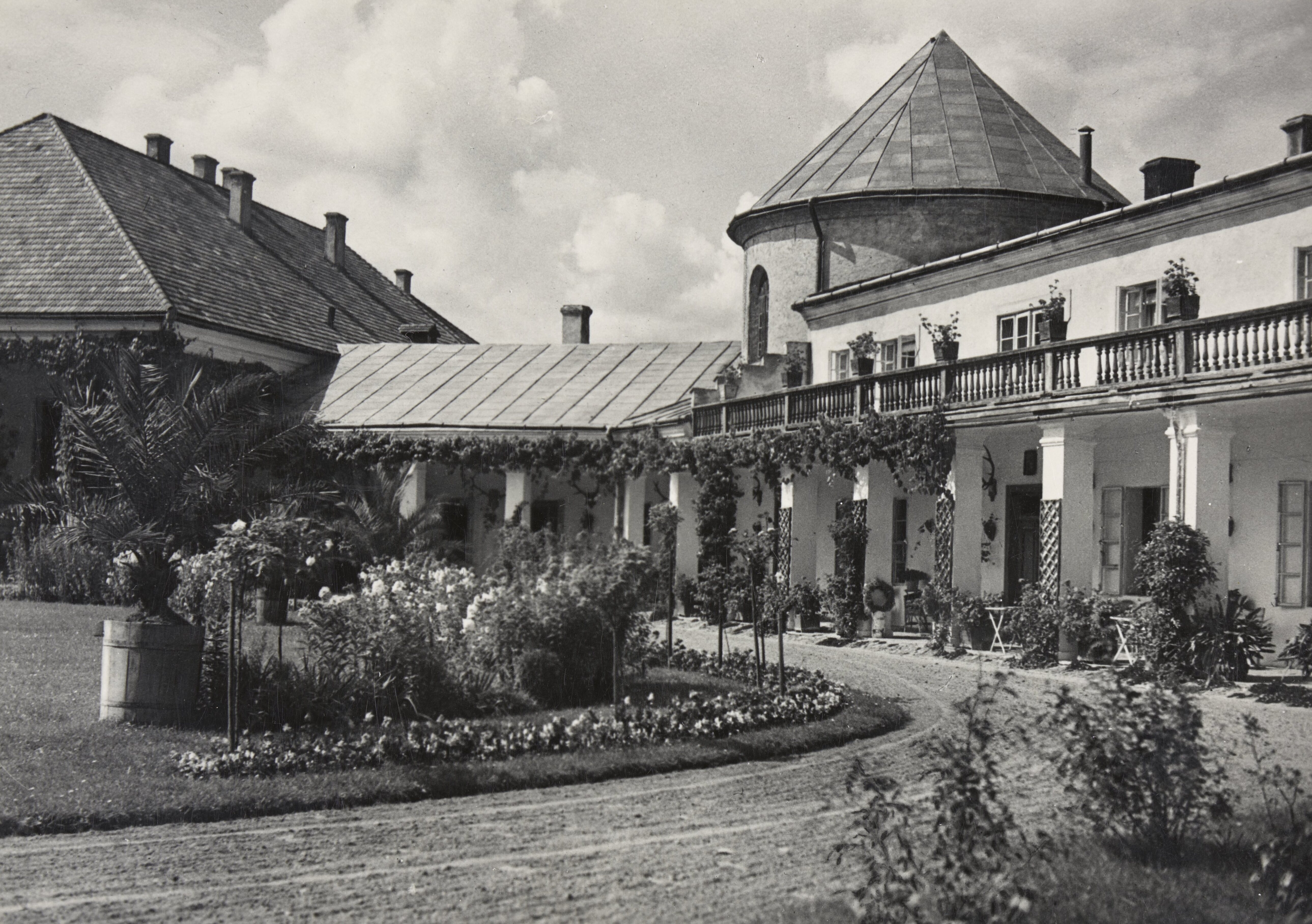
Zamek w 1939

## Właściciele
- 1538–1580 Kmitowie herbu Szreniawa
- 1580–1731 Stadniccy herbu Szreniawa bez Krzyża
- 1731–1776 Ossolińscy herbu Topór
- 1776–1799 Mniszchowie
- 1799–1939 Krasiccy
- 1957–1984 KWK "Makoszowy"
- 1984–1994 Gliwicka Spółka Węglowa
- 1994– Gliwicka Agencja Turystyczna